# Marie de Rohan-Chabot
Marie de Rohan-Chabot, princesse Lucien Murat puis épouse en deuxième mariage de Charles de Chambrun, est une aristocrate et une femme de lettres française née à Paris le 24 mai 1876 et morte dans la même ville le 9 octobre 1951,.

## Biographie

### Famille
Marie de Rohan-Chabot est la fille de l’homme politique français Alain-Charles-Louis de Rohan-Chabot (1844-1914), duc de Rohan, et de son épouse la femme de lettres Herminie de La Brousse de Verteillac (1853-1926).
En premières noces, elle épouse le 2 juin 1897 à Paris le prince Lucien Murat (1870-1933), fils aîné du prince Achille Murat (1847-1895) et de son épouse la princesse mingrélienne Salomé Dadiani (1848-1913). 
Veuve en 1933, elle se remarie l’année suivante avec le diplomate et écrivain Charles de Chambrun (1875-1952).
Du premier mariage de Marie naît un seul fils, le prince Achille Murat (1898-1987), père de la princesse Salomé Murat (1926-2016), épouse d'Albin Chalandon ; celle-ci consacrera deux livres à sa grand-mère.

## Œuvres

### Sous le nom de Princesse Lucien Murat
- Raspoutine et l'aube sanglante, De Boccard, s.d.
- La Fayette, illustrations de Alice Halicka, Imp. Louis Bellenand, Fontenay-aux-Roses, s.d.
- La Reine Christine de Suède, Flammarion, 1934
- Les Errants de la Gloire, Flammarion, 1933
- La Vie amoureuse de la Grande Catherine, coll. « Leurs amours », Flammarion, 1927

### Sous le nom de Marie de Chambrun
- Le Roi de Rome, Plon, 1941